# Poliocephalus rufopectus
Lo svasso della Nuova Zelanda (Poliocephalus rufopectus (Jardine & Selby, 1827)) è un uccello della famiglia Podicipedidae.

## Descrizione
Questo podicipedide è lungo 28–30 cm, per un peso di 232–271 g.

## Biologia
Si nutre in prevalenza di piccoli invertebrati acquatici, come adulti e larve di insetti, crostacei d'acqua dolce (Parastacidae), molluschi e sanguisughe.

## Distribuzione e habitat
Questa specie è un endemismo della Nuova Zelanda.
Un tempo diffusa in tutto l'arcipelago, il suo areale è attualmente ristretto all'Isola del Nord, con una distribuzione ampia ma frammentata. Vi sono recenti segnalazioni di una coppia nidificante nei pressi di Takaka, nell'Isola del Sud, evento che non si verificava dal 1941.

## Conservazione
La Lista rossa IUCN classifica Poliocephalus rufopectus come specie prossima alla minaccia di estinzione (Near Threatened).
La specie è andata incontro ad estinzione locale sull'Isola del Sud e l'attuale popolazione è stimata in 1.900-2.000 esemplari.